# Iambiodes anormalis
Iambiodes anormalis är en fjärilsart som beskrevs av George Francis Hampson 1906. Iambiodes anormalis ingår i släktet Iambiodes och familjen nattflyn. Inga underarter finns listade i Catalogue of Life.